# 與那國馬

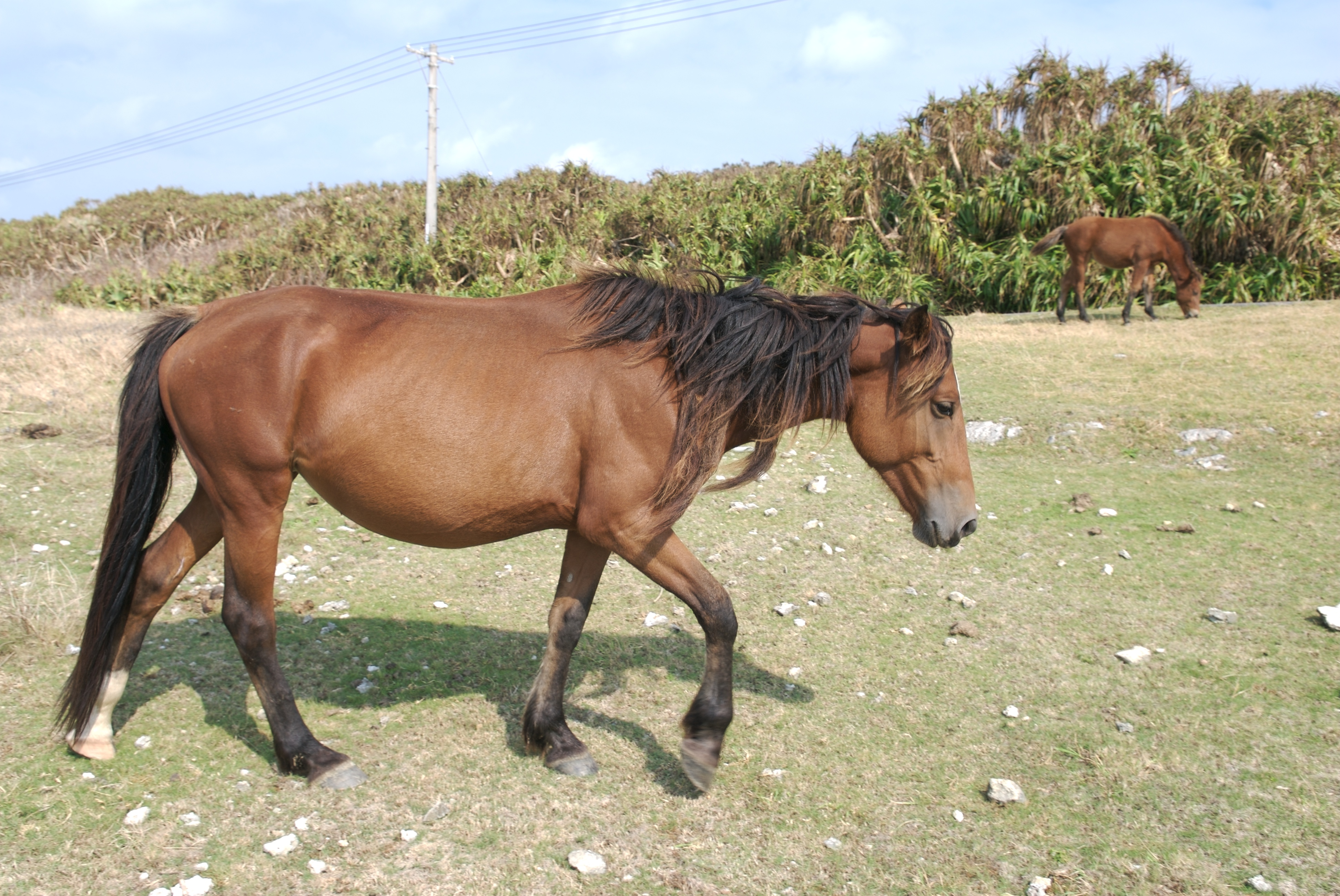
與那國馬

與那國馬，是分布於日本八重山列島中與那國島的馬品種，也是日本的在來種，身高110-120cm，毛色以棗色為主。
牠們是日本最西端的離島上生息的馬種，沒有與其他品種或改良品種雜交，血統保存得很好，以前用於農耕、騎乘和搬運和賽馬，隨著農業和交通機械化，數目逐漸下降，1969年3月25日被指定為與那國町的自然紀念物；1975年只剩下59匹，在同年設立與那國馬保存會，在2018年回復到約130匹。
現在主要用於觀光客騎乘。